# Ceratosticha leptodeta
Ceratosticha leptodeta är en fjärilsart som beskrevs av Edward Meyrick 1935. Ceratosticha leptodeta ingår i släktet Ceratosticha och familjen säckspinnare. Inga underarter finns listade i Catalogue of Life.